# Georges Hachette
Georges Hachette (Parijs, 1838 - 15 december 1892) was een Franse uitgever.
Hachettes vader Louis had in 1824 de uitgeverij Hachette opgericht. Georges Hachette studeerde rechten en werd in 1863 vennoot en directeur van de uitgeverij, samen met zijn vader en zijn schoonbroers Louis Breton en Émile Templier. Hij zag vooral toe op de uitbouw van de cartografische tak van de uitgeverij.
In 1874 werd hij benoemd tot ridder van het Legioen van Eer.